# Georges Wadrenges
Georges Wadrenges (1º aprile 1979) è un ex calciatore francese, di ruolo difensore.

## Caratteristiche tecniche
Era un difensore centrale.

## Carriera

### Nazionale
Ha debuttato in Nazionale il 17 luglio 2007, in Nuova Caledonia-Vanuatu (5-3). Ha partecipato, con la Nazionale, alla Coppa delle nazioni oceaniane 2008. Ha collezionato in totale, con la maglia della Nazionale, 20 presenze.